# マレーシアの政党
マレーシアの政党（マレーシアのせいとう）は、マレーシアの政党について説明する。原子化政党制を混乱期が過ぎても採用している。
- 希望同盟 (PH)
  - 民主行動党 (DAP)
  - 人民正義党 (PKR)
  - 国民信任党 (AMANAH)
  - 統一パソクモモグン・カダザンドゥスン・ムルト組織 (UPKO)

- 国民戦線 (BN)
  - 統一マレー国民組織 (UMNO)
  - マレーシア華人協会 (MCA)
  - マレーシア・インド人会議 (MIC)

- 国民同盟 (PN)
  - 先住民族団結党 (PPBM/BERSATU)
  - マレーシア民政運動党 (グラカン/GERAKAN)
  - 全マレーシア・イスラーム党 (PAS)